# Agroecotettix
Agroecotettix (лат.) — род саранчовых из подсемейства Melanoplinae. Северная Америка. Известно около 20 видов.

## Этимология
Название рода Agroecotettix происходит от сочетания трёх слов: латинского Agro (открытая местность) и двух греческих, eco (дом) и tettix (кузнечик или саранча).

## Распространение и экология
Северная Америка. Встречаются в открытых кустарниковых зарослях, равнинах и ксерических пустынных скрабах от центрального Техаса до юго-восточного Нью-Мексико, на юг до центральной Мексики.

## Описание
Средние по размеру (от 18 до 31 мм) короткокрылые саранчовые. Голова крупная и такая же широкая или немного шире прозоны; вертекс между глазами немного шире базального членика усика; фастигиум широко округлый, более выраженный дорсально, чем вентрально, с неглубокой медиальной впадиной на всем протяжении. Глаза несколько выдаются, особенно у самцов. Присутствуют три оцеллия. Антенны нитевидные, обычно с 23 члениками жгутика, но иногда 24 или 25; почти цилиндрические, но слегка уплощённые дорсо-вентрально; равной ширины на всем протяжении, кроме двух базальных члеников. Передние и средние ноги раздутые и прогнутые. Заднее бедро увеличено, базальный конец двулопастной. Задние голени с 11 или 12 парами шипов, но обычно 11. Тимпанум присутствует под тегминой и выглядит как непрозрачный беловатый диск. Брюшко цилиндрическое, дистальная часть отчётливо, но не сильно увеличена. Самки похожи на самцов, но отличаются от них более крупными, крепкими, пропорционально более широкими тегминами и формой терминалий
В целом окраска тела коричневато-жёлтая (охристая), с индивидуальными вариациями, с заметным круглым, более светлым тоновым пятном сбоку на метатораксе у основания тегмины. Голова с чёрными отметинами, включая полосу вдоль спины, пятнышки на щеках и заднеглазничную полосу. Пронотум с заднеглазничной полосой, продолжающейся на прозону и мезосому и исчезающей на метазоне; срединные кили и борозды чёрные. Крылья тёмно-коричневые с сетью охристых жилок. Брюшко с проксимальными тергитами, покрытыми чёрными пятнами. Брюшная поверхность тела бледная с чёрными швами между стернитами. Субгенитальная пластинка самца с медиальным чёрным пятном. Передние и средние ноги без пятен. Заднее бедро с двумя толстыми поперечными полосами латерально и с чёрным налётом дорсально; геникулярная область чёрная с охристыми лопастями; внутренняя поверхность ярко-жёлтая, кораллово-красная вентрально и пересечена чёрными полосами дистально. Задние голени в первой трети охристые проксимально, затем с кольцом чёрного цвета, остальные две трети ярко-кораллово-красные с чёрными зубцами.

## Систематика
Известно около 20 видов. Род был выделен в 1908 году американским энтомологом Lawrence Bruner (1856—1937) с описанием Agroecotettix modestus на основе самки, собранной в Сьюдад-Лердо, Коауила, Мексика. Затем были добавлены Agroecotettix aristus aristus и Agroecotettix aristus crypsidomus из Увалде и Марафона, Техас, США, соответственно, в результате чего появились три описанных таксона. Agroecotettix наиболее схож с родом Phaulotettix. В 2024 году было описано 16 новых видов.
- Agroecotettix aristus (Hebard, 1922)[4]
- Agroecotettix burtoni Hill, 2024[1]
- Agroecotettix chiantiensis Hill, 2024
- Agroecotettix chisosensis Hill, 2024[1]
- Agroecotettix crypsidomus Hebard, 1922
- Agroecotettix cumbres Hill, 2024
- Agroecotettix dorni Hill, 2024[1]
- Agroecotettix forcipatus Hill, 2024
- Agroecotettix glochinos Hill, 2024[1]
- Agroecotettix idic Hill, 2024
- Agroecotettix kahloae Hill, 2024[1]
- Agroecotettix modestus Bruner, 1908
- Agroecotettix moorei Hill, 2024[1]
- Agroecotettix quitmanensis Hill, 2024
- Agroecotettix texmex Hill, 2024[1]
- Agroecotettix turneri Hill, 2024
- Agroecotettix vaquero Hill, 2024[1]
- Agroecotettix silverheelsi Hill, 2024
- Agroecotettix xiphophorus Hill, 2024[1].